# Thoth (zespół muzyczny)
Thoth – wrocławska grupa muzyczna, grająca black metal, założona przez Roba Darkena z Graveland, Necro z Selbstmord oraz Raboryma z Dark Fury w roku 2007. Nazwa zespołu pochodzi od egipskiego boga Księżyca i moralności, patrona mądrości, który nadzorował trzy heroiczne walki pomiędzy dobrem a złem.

## Dyskografia
- From the Abyss of Dungeons of Darkness (2008, Elegy Records)
- Zamglenie (2010, Lower Silesian Stronghold)